# Larentia diffusaria
Larentia diffusaria là một loài bướm đêm trong họ Geometridae.